# Hércules Azcune
Hércules Azcune, auch in der Schreibweise Hércules Ascune geführt, (* 30. August 1928 in Montevideo; † 30. September 2004) war ein uruguayischer Leichtathlet.

## Karriere
Der offenbar für den Club Atlético Defensor startende Azcune war in den Disziplinen Zehnkampf, Hochsprung, Weitsprung, Diskuswurf und in den Laufwettbewerben auf den Sprintstrecken aktiv. Bei den Leichtathletik-Südamerikameisterschaften 1945 in Montevideo gewann er Gold im Hochsprung und Bronze im 400-Meter-Hürdenlauf. Er gehörte dem uruguayischen Aufgebot bei den Olympischen Spielen 1948 in London an. Seine Bilanz bei den Spielen weist den 14. Platz im Hochsprung, den 20. Rang im Zehnkampf und ein Ausscheiden in den Vorläufen mit der 4-mal-100-Meter-Staffel aus. Bei den Leichtathletik-Südamerikameisterschaften 1949 in Lima wurde er erneut Südamerikameister im Hochsprung und holte Silber im Zehnkampf. Er nahm mit der uruguayischen Mannschaft an den Panamerikanischen Spielen 1951 in Buenos Aires teil. Auch an den Olympischen Spielen 1952 wirkte er mit. Dort belegte er in Helsinki den 32. Platz in der Qualifikation des Hochsprungwettbewerbs.
Darüber hinaus erreichte er auch mehrere Podestplätze bei inoffiziellen Südamerikameisterschaften. So gewann er 1946 den 400-Meter-Hürden-Wettbewerb, 1948 und 1950 die Hochsprungkonkurrenzen sowie ebenfalls 1948 den Diskuswurf-Wettkampf. Hinzu kam der Bronzemedaillenrang im Weitsprung 1948 und im Zehnkampf 1953.

## Erfolge
- 1. Platz Südamerikameisterschaften: 1945, 1949 – Hochsprung
- 2. Platz Südamerikameisterschaften: 1949 – Zehnkampf
- 3. Platz Südamerikameisterschaften: 1945 – 400 Meter Hürden

## Persönliche Bestleistungen
- 100 Meter: 10,7 s, 1948
- Hochsprung: 1,95 m, 1950
- Zehnkampf: 6033 Punkte, 1950[1]